# Kanton Compiègne-2
Kanton Compiègne-2 (fr. Canton de Compiègne-2) je francouzský kanton v departementu Oise v regionu Hauts-de-France. Tvoří ho 16 obcí a část města Compiègne. Zřízen byl v roce 2015.

## Obce kantonu
- Armancourt
- Chelles
- Compiègne (část)
- Croutoy
- Cuise-la-Motte
- Hautefontaine
- Jaux
- Jonquières
- Lachelle
- Lacroix-Saint-Ouen
- Le Meux
- Pierrefonds
- Saint-Étienne-Roilaye
- Saint-Jean-aux-Bois
- Saint-Sauveur
- Venette
- Vieux-Moulin